# Linia kolejowa Bad Salzungen – Unterbreizbach
Linia kolejowa Bad Salzungen – Unterbreizbach – jednotorowa i niezelektryfikowana linia kolejowa w kraju związkowym Turyngia. Łączy miejscowości Bad Salzungen i Unterbreizbach.